# Leuterīs Nikolaou-Alavanos
Leuterīs Nikolaou-Alavanos (in greco Λευτέρης Νικολάου-Αλαβάνος?; Atene, 7 febbraio 1985) è un politico greco, come membro del Partito Comunista di Grecia, viene eletto come europarlamentare alle elezioni europee del 2019.